# Mytilaster lineatus
Mytilaster lineatus är en musselart som först beskrevs av Johann Friedrich Gmelin 1791.  Mytilaster lineatus ingår i släktet Mytilaster och familjen blåmusslor.
Arten lever i både salt och bräckt vatten och förekommer i Svarta havet, Egeiska havet Dardanellerna, Bosporen, Marmarasjön, längs Turkiets sydkust och maltesiska delen av Medelhavet.